# Албанија на Летњим олимпијским играма 1992.
Спортисти Албаније су после паузе од 20 година и њиховог првог учествовања на Летњим олимпијским играма 1972. поново изашли на олимпијску сцену. У њиховом другом учешћу, 1992 у Барселони албанску делегацију представљало је 7 спортиста (5 мушкарца и 2 жене) који су учествовали у четири индивидуална спорта.
Албански олимпијски тим је остао у групи екипа које нису освојиле ниједну медаљу.
Заставу Албаније на свечаном отварању Олимпијских игара 1976. носио је Кристо Робо, најстарији учесник албанске екипе са непуне 44 године, који се такмичио у стрељаштву.
Најмлађи учесник је био дизач тегова Сокол Бишанаку са 21 год и 58 дана.
Најуспешнији такмичар био је дизач тегова Деде Декај, који је заузео 9. место.

## Спортисти Албаније по дисциплинама
| Спорт         | Мушкарци | Жене | Укупно |
| ------------- | -------- | ---- | ------ |
| Атлетика      | 0        | 1    | 1      |
| Дизање тегова | 3        | 0    | 3      |
| Пливање       | 1        | 0    | 1      |
| Стрељаштво    | 1        | 1    | 2      |
| Укупно (4)    | 5        | 2    | 7      |

## Атлетика

### Жене
седмобој 
| Дисциплина    | Алма Ћерамиџија | Алма Ћерамиџија | Алма Ћерамиџија |
| Дисциплина    | Резултат        | Бодови          | Пласман         |
| ------------- | --------------- | --------------- | --------------- |
| 100 м препоне | 15,90           | 727             | 30/33           |
| Скок увис     | Нема пласман    | -               | -               |
| Бацање кугле  | 10,70           | 575             | 29/30           |
| 200 м         | 27,81           | 646             | 29/31           |
| Скок удаљ     | 4.99            | 557             | 27/29           |
| Бацање копља  | Није стартовала | -               | -               |
| 800 м         |                 |                 |                 |
| Укупно        |                 | Није завршила   | Нема пласман    |

## Дизање тегова

### Мушкарци
| Категорија  | Такмичар       | Тежина | Трзај | Трзај | Трзај | Избачај | Избачај | Избачај | Укупно | Пласман |
| Категорија  | Такмичар       | Тежина | 1     | 2     | 3     | 1       | 2       | 3       | Укупно | Пласман |
| ----------- | -------------- | ------ | ----- | ----- | ----- | ------- | ------- | ------- | ------ | ------- |
| до 67,50 кг | Сокол Бишанаку | 67     | 125   | 127,5 | 130   | 155     | 157,5   | 160     | 282,50 | 13/18   |
| до 67,50 кг | Фатмир Буши    | 67     | 130   | 130   | 132,5 | 160     | 165     | 167,5   | 297,5  | 11/18   |
| до 110 кг   | Деде Декај     | 110    | 162,5 | 167,5 | 167,5 | 210     | 215     | 217,5   | 380    | 9/24    |

## Пливање

### Мушкарци
| Пливач       | Дисциплина      | Група   | Група   | Полуфинале       | Полуфинале       | Финале           | Финале           | Детаљи |
| Пливач       | Дисциплина      | Време   | Пласман | Време            | Пласман          | Време            | Пласман          | Детаљи |
| ------------ | --------------- | ------- | ------- | ---------------- | ---------------- | ---------------- | ---------------- | ------ |
| Франк Лескај | 50 м слободно]  | 24,72   | 50/75   | Није се пласирао | Није се пласирао | Није се пласирао | Није се пласирао |        |
| Франк Лескај | 100 м слободно] | 55,50   | 62/75   | Није се пласирао | Није се пласирао | Није се пласирао | Није се пласирао |        |
| Франк Лескај | 100 м прсно     | 1:14,28 | 56/59   | Није се пласирао | Није се пласирао | Није се пласирао | Није се пласирао |        |

## Стрељаштво
| Дисциплина        | Стрелац         | Квалификације | Квалификације | Финале           | Финале           | Пласман  |
| Дисциплина        | Стрелац         | Резултат      | Место         | Резултат         | Место            | Пласман  |
| ----------------- | --------------- | ------------- | ------------- | ---------------- | ---------------- | -------- |
| пиштољ брза паљба | Кристо Робо     | 565           | 30            | Није се пласирао | Није се пласирао | 30/30    |
| МК пиштољ 25 м    | Enkelejda Shehu | 575           | 14-17         | Није се пласирао | Није се пласирао | 14-17/41 |